# Chelydra
Chelydra es uno de los dos géneros de tortugas pertenecientes a la familia Chelydridae, el otro es Macrochelys.

## Especies
Chelydra tiene tres especies.
- Chelydra acutirostris Peters, 1962 –
- Chelydra rossignonii (Bocourt, 1868) –
- Chelydra serpentina (Linnaeus, 1758) –